# Оркестр Национальной академии Санта-Чечилия
Оркестр Национальной академии Санта-Чечилия (итал. Orchestra dell'Accademia Nazionale di Santa Cecilia) — итальянский симфонический оркестр в составе Национальной академии Санта-Чечилия в Риме.
Основан в 1908 г., до 1930 г. выступал в римском театре Августео и назывался Симфоническим оркестром Августео.
Среди важнейших премьер оркестра — симфонические поэмы Отторино Респиги «Фонтаны Рима» и «Пинии Рима».

## Музыкальные руководители
- Бернардино Молинари (1912—1944)
- Франко Феррара (1944—1945)
- Фернандо Превитали (1953—1973)
- Игорь Маркевич (1973—1975)
- Томас Шипперс (1976)
- Джузеппе Синополи (1983—1987)
- Уто Уги (1987—1992)
- Даниэле Гатти (1992—1997)
- Чон Мён Хун (1997—2005)
- Антонио Паппано (с 2005 г.)